# آن بيل
آن بيل (بالإنجليزية: Ann Bell)‏ هي ممثلة بريطانية، ولدت في 29 أبريل 1940 في المملكة المتحدة.

## وصلات خارجية
- آن بيل على موقع IMDb (الإنجليزية)
- آن بيل على موقع قاعدة بيانات برودواي على الإنترنت (الإنجليزية)
- آن بيل على موقع ديسكوغز (الإنجليزية)
- آن بيل على موقع قاعدة بيانات الفيلم (الإنجليزية)